# 임천 백씨
임천 백씨(林川白氏)는 충청남도 부여군 임천면을 본거지로 하는 한국의 성씨이다. 시조는 백경신(白景臣)이다.

## 역사
임천 백씨는 임천 토성 (趙·林·方·白·翟)의 하나다. 고려 때 가림 백씨(嘉林白氏)라 하였다. 직산 백씨에서 분적한 것으로 추정된다.  임천 백씨 시조 백경신(白景臣)은 백간미(白簡美)의 다섯째 아들로 선종 때 문하시중(門下侍中) 상장군(上將軍)을 겸하였다가 간신들이 국정을 전횡하자 임천(부여)에 내려와 세거하였다고 한다. 그의 아들 진식(白眞植)이 의종 때 중서성(中書省) 상장군(上將軍)에 이르렀으며, 임천부원군(林川府院君)에 봉해졌다고 한다. 후손들이 임천을 본관으로 삼아 세계를 이었다. 계통 상 임천 백씨에서 백천장의 후계가 수원 백씨로 분적한 것으로 추정된다. 백천장의 동생인 백지장(白地藏)은 남양에서 임천으로 낙향하여 후손들이 임천에 세거하였는데, 백씨 <동림공파>이다.
조선 조 중엽 이후 백수산(白守山)의 후대에서 조선 말에 이르기까지 백광현(白光玹) 등 일족들이 대대로 의관, 역관, 화원 등 잡과로 진출하여 다양한 분야에서 활약하였다.

## 본관 연혁
임천은 지금 충청남도 부여군 임천면이다.
임천은 본래 백제의 가림군(加林郡)이었는데, 남북국 시대 경덕왕이 가림(嘉林)으로 고쳤고 고려시대에는 가림군으로 하였다가 후에 가림현이 되어 감무가 설치되었다.
1403년(태종 3) 조선시대에 가림부(加林府)를 임천군(林川郡)으로 개칭하였다가, 1895년 홍주부(洪州府) 관내로 되었다. 1896년 충청남도 관내로 되었다.
1914년 부군폐합(府郡廢合) 때 부여·홍산(鴻山)과 함께 부여군(扶餘郡)에 통합되었다.

## 인물
- 백수정(白守貞, ? ~ ? ) 고려 희종조에 경상도 안찰사를 지냈다. 1216년(고종 3) 8월 지어사대사(知御史臺事)로 있을 때 거란유종(契丹遺種, 大遼收國의 유민)의 침입을 격퇴하기 위해 편성된 고려군 삼군(三軍)의 조직에서 중군(中軍)의 지병마사(知兵馬事)로 출전, 여러 차례 전투에서 승리하면서 대장군(大將軍)으로 승진하였다. 1217년(고종 4) 3월 태조탄(太祖灘)(평안북도 박천군에 있는 강)에서 전사하였다.

- 백영정(白永貞, ? ~ ? )최씨무인정권(崔氏武人政權) 시대에 군인으로 입신(立身)하여 1258년(고종 45) 초에 야별초지유(夜別抄指諭)로서 별장(別將)에 이르렀다. 1258년(고종 45) 별장 김준(金俊)과 대사성(大司成) 유경(柳璥)과 함께 무오정변(戊午政變)에 참여하여 최씨무인정권을 붕괴시켰다. 그 공으로 위사보좌공신(衛社輔佐功臣)에 책봉되었다.

- 백광현(白光玹, 1625년 ~ 1697년) 조선 숙종조의 명의(名醫), 의관(醫官)이다. 혼자 의술을 익혀 침술의 권위자가 되었다. 처음에는 주로 말(馬)을 치료하다가 사람의 종기를 침으로 완치시켜 명성을 얻었다. 치종(治腫)으로 어의(御醫)가 되고, 1691년 지중추부사(知中樞府事), 1692년에 숭록대부(崇祿大夫)에 오른 입지전적 인물이다.

- 백희배(白禧培, 1837년 ∼ ? ) 자는 낙서(樂瑞), 호는 향석(香石). 산수화를 잘 그림으로 유명하였다. 1873년(고종 10) 도화(圖畫)를 시작하여 궁내부 도화주사(宮內府圖畫主事), 1906년(광무 10) 장례원 도사과의 도화주사(掌禮院圖寫課圖畫主事) 이듬 해 도화서 기랑(圖畫書記郞)을 역임하였다.

- 백우용(白禹鏞, 1883년 ∼ 1930년) 조선 말 대한제국 시절 궁내부 장례원(掌禮院) 양악대 양악사장을 지냈다. 우리나라에 양악을 처음 도입하여 발전시킨 인물로 평가된다.

## 과거 급제자
무과
백승명(白承命) 백봉의(白鳳儀)
의과
백이문(白以文)   백상규(白尙奎)    백필용(白弼鏞)    백의용(白儀鏞)
역과
백임대(白任大)  백사언(白思彦)    백사구(白思耉)    백경채(白景采)    백사옥(白思玉)    백명채(白命采)   백성환(白星煥)    백윤배(白允培)    백원배(白元培)    백완배(白完培)    백신배(白信培)    백용배(白容培)    백의배(白義培)    백화용(白和鏞)   백낙용(白樂鏞)    백철용(白喆鏞)    백준용(白準鏞)    백시용(白時鏞)    백건용(白健鏞)    백설용(白卨鏞)  백신용(白愼鏞)    백인용(白寅鏞)    백세용(白世鏞)    백윤덕(白潤德)    백윤승(白潤昇)   백윤철(白潤哲)    백유용(白維鏞)    백두용(白斗鏞)    백진용(白振鏞)    백내용(白來鏞)

## 인구
- 2000년 통계청 인구는 151가구 473명이다.

## 항렬표
| 33세    | 34세    | 35세    | 36세    | 37세    | 38세    | 39세    | 40세    | 41세    | 42세    | 43세    | 44세    |  |
| ------- | ------- | ------- | ------- | ------- | ------- | ------- | ------- | ------- | ------- | ------- | ------- |  |
| 홍(弘)○ | ○규(圭) | ○대(大) | 사(思)○ | ○채(采) | ○환(煥) | ○배(培) | ○용(鏞) | 윤(潤)○ | ○빈(彬) | ○열(烈) | ○균(均) |  |